# Village People
Village People er en amerikansk disco gruppe oprettet i 1977 i Greenwich Village, New York. De havde en række store hits herunder "YMCA", "In the Navy", "Macho Man" og "Can't Stop the Music".
Village People medvirkede i deres egen film, Can't Stop the Music i 1980, som dog ikke blev den store succes. Gruppen tog en pause i 1986, men har turneret lige siden.

## Medlemmer
- Victor Willis (politibetjent)
- Felipe Rose (indianer)
- Alexander Briley (militær)
- Glenn Hughes (motorcyklist)
- David Hodo (byggearbejder)
- Randy Jones (cowboy)

## Diskografi
- Village People (1977)
- Macho Man (1978)
- Cruisin' (1978)
- Go West (1979)
- Live and Sleazy (1979)
- Can't Stop the Music (1980)
- Renaissance (1981)
- Fox on the Box (1982)
- Sex Over the Phone (1985)
- A Village People Christmas (2018)